# ルミキシル
ルミキシル (Lumixyl) または、デカペプチド-12(decapeptide-12) は、チロシナーゼを標的とするメラニン形成阻害剤のひとつ。
ルミキシルは、スタンフォード大学の皮膚科学の研究者によって、メラニン細胞を損傷せずにチロシナーゼを標的とする成分として開発された。
2009年に、中等症の肝斑に対する半顔分割のランダム化比較試験 (RCT) が実施され4か月後に有効性が確認されたが、被験者は5人と少なく本試験に進む前の予備研究である。2018年のRCTは、レチノールやその他の成分を配合しており、ルミキシルだけの効果ではない。